# Albert Goblet d'Alviella
Albert Joseph Goblet, sinds 1838 graaf Goblet d'Alviella (Doornik, 26 mei 1790 – Brussel, 5 mei 1873) was een Belgisch politicus en officier.
Goblet, lid van de familie Goblet, was de zoon van een vooraanstaand Doorniks magistraat. Hij studeerde aan de Franse militaire school van Saint-Cyr en werd officier van de genie in het leger van Napoleon. In 1815 vervoegde hij het leger van het nieuwe Verenigd Koninkrijk der Nederlanden. Hij werd op 12 mei 1823 ridder 3de klasse in de Militaire Willems-Orde voor het aanleggen van de versterkingen aan de Franse grens.
Bij de Belgische Opstand voerde kapitein Goblet het bevel over de vesting Menen. Toen de prins van Oranje (de latere koning Willem II), die hij persoonlijk kende, hem in november 1830 naar Antwerpen riep, kon hij worden overtuigd partij te kiezen voor de revolutionairen. Het Voorlopig Bewind benoemde hem tot kolonel en commissaris-generaal voor Oorlog.
Begin 1831 werd hij de eerste Belgische minister van Oorlog in het eerste kabinet van de regent (waarvan hij de eerste leider wordt beschouwd), maar hij nam kort daarop al ontslag. In februari-maart 1831 was hij betrokken bij een mislukte contrarevolutionaire actie tegen het erg Fransgezinde Voorlopig Bewind met de bedoeling koning Willem of zijn zoon weer op de Belgische troon te brengen.
Koning Leopold I bevorderde Goblet tot brigadegeneraal. Hij werd snel een belangrijk adviseur van de koning. Deze zond hem naar Londen om met de grote mogendheden overleg te plegen over het behoud van de vestingen langs de Franse grens (Frankrijk eiste de ontmanteling van die vestingen).
In 1832 vormde Goblet een regering waarin hij de portefeuille van Buitenlandse Zaken beheerde. In die functie moest hij het parlement de toestemming vragen dat Franse troepen de vesting Antwerpen op de Nederlanders veroverden, zonder dat het Belgische leger tussenkwam (de mogendheden hadden dat verboden). Zijn grootste succes was dat hij op 21 mei 1833 een overeenkomst met Nederland kon sluiten waardoor de bestaande wapenstilstand voor onbeperkte duur werd verlengd. Daarmee kwam een definitief einde aan de vijandelijkheden rond de Belgische onafhankelijkheid, al kwam er pas in 1839 een vredesverdrag.
In 1834 nam hij als minister ontslag om inspecteur-generaal van het leger te worden. Het jaar daarop werd hij bevorderd tot luitenant-generaal In 1837 zond Leopold I hem naar Portugal als Belgisch gezant en als hoofd van een troepenmacht om de Portugese koningin Maria II (die net met Leopolds neef Ferdinand van Saksen-Coburg-Gotha was gehuwd) te verdedigen tegen haar oom, de pretendent dom Miguel. Voor die hulp werd hij tot grande van Portugal en graaf van Alviella verheven.
Van 1843 tot 1845 was Goblet nu als graaf Goblet d'Alviella opnieuw minister van Buitenlandse Zaken. Hij sloot toen een handelsverdrag met de Duitse Bond, tot grote woede van Frankrijk.
Later maakte hij nog een ontwerp van een nieuw verdedigingssysteem aan de noordgrens van België en in 1858 stelde hij een plan voor om de verdediging rond Antwerpen te versterken.
Van 1831 tot 1859 was Goblet afwisselend volksvertegenwoordiger voor Doornik en Brussel, waar hij steeds duidelijker partij koos tot de liberalen. Dat veroorzaakte een kloof tussen hem en Leopold I. Toen hij zich openlijk kantte tegen sommige defensieplannen van de koning, schrapte Leopold hem in 1854 als actief officier.
Hij was de grootvader van de liberale politicus en godsdienstwetenschapper Eugène Goblet d'Alviella.